# Mary Delany

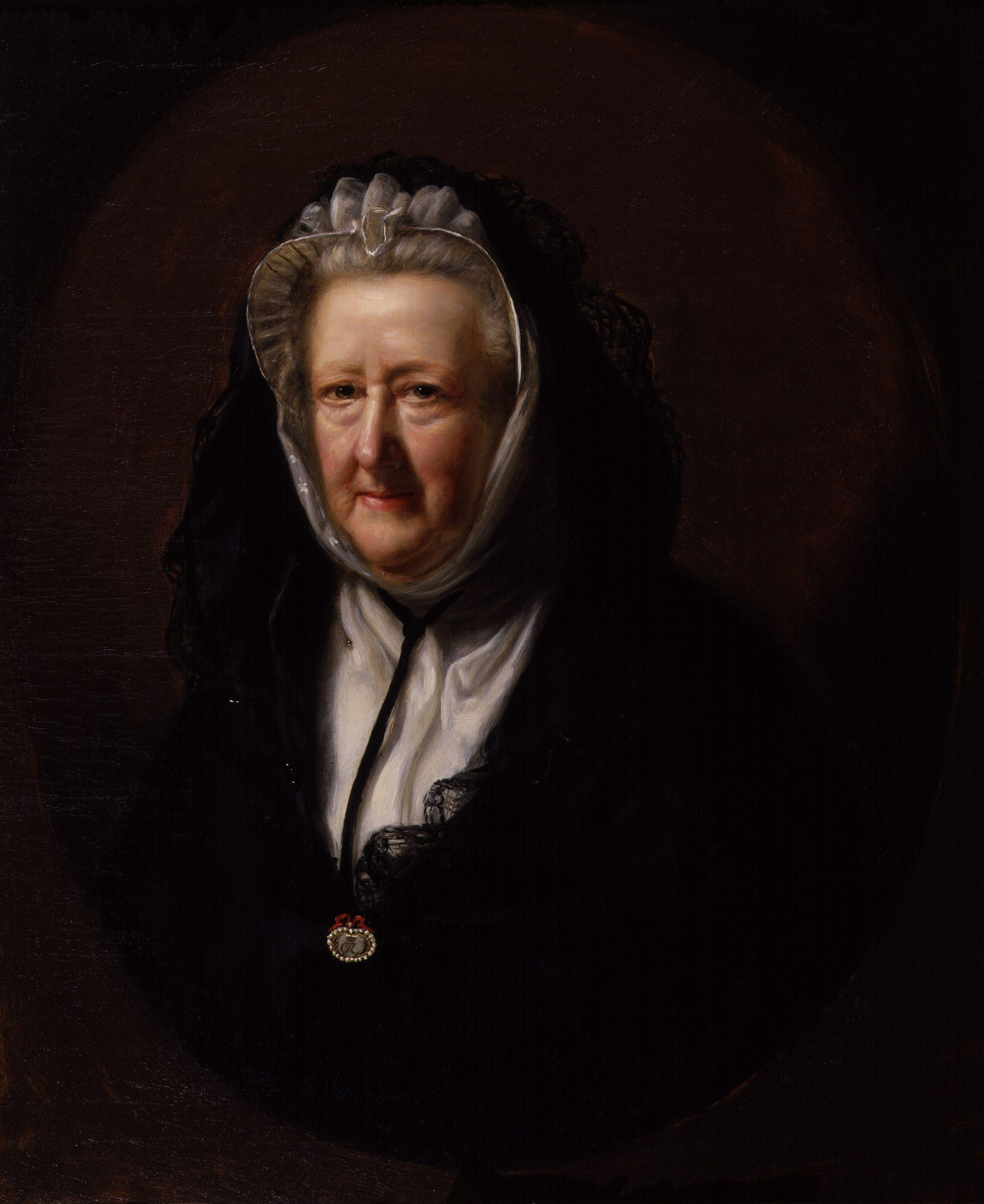
Mary Delany op een schilderij van John Opie

Mary Delany (geboortenaam Granville) (Coulston (Verenigd Koninkrijk), 14 mei 1700 – Windsor (Verenigd Koninkrijk), 15 april 1788) was een Engelse papierkunstenaar, botanicus en schrijver. Delany was een van de regelmatige bezoekers van de Blue Stockings Society.

## Persoonlijk
Mary Granville werd geboren in Coulston in een gegoede familie. Op zeventienjarige leeftijd werd zij gedwongen te trouwen met een Alexander Pendarves, een parlementslid uit Cornwall. Na zijn dood in 1721 vertrok ze naar Londen. Zij trouwde in 1743 met dr. Patrick Delany, een vriend van Jonathan Swift.
In het achttiende-eeuwse Groot-Brittannië bestond een grote interesse voor plant- en tuinkunde. Toen in 1790 een populaire Oostenrijkse botanicus Franz Bauer koningin Charlotte (al een enthousiast botanicus)  en prinses Elizabeth lessen gaf in het maken van botanische illustraties en het verzamelen van planten werden beide activiteiten nog populairder. Delany, een goede vriendin van koningin Charlotte, was een van de voorlopers op het gebied van het maken van collages van bloemen van papier. Veel vrouwen hadden in die tijd eenzelfde hobby: uitzonderlijk aan het werk van Delany was de natuurgetrouwheid van haar papieren bloemen. Delany specificeerde haar papieren bloemen ook volgens het specificatiesysteem van Linneaus. Vanwege de hoge kwaliteit van haar collages, de Flora Delanica, had ze ook toegang tot diverse exclusieve gezelschappen op botanisch gebied. 
Na de dood van haar echtgenoot in 1768 bracht Delany veel tijd door met Margaret Bentinck, de hertogin van Portland, op dier landgoed Bulstrode in Buckinghamshire. Bentinck was een groot natuurhistorisch verzamelaar en op Bulstrode maakte Delany kennis met botanisch kunstenaar George Dionysius Ehret, de befaamde botanicus Joseph Banks en met Daniel Solander, een leerling van Linnaeus. Banks en Solander waren beiden juist teruggekomen van de reis naar de Grote Oceaan met zeevaarder James Cook. Toen het werk van Delany steeds meer bekendheid verwierf, kreeg zij vele specimens toegestuurd door gerenommeerde instellingen als de Kew Gardens. 

## Collages van Delany
De collages van Mary Delany bevinden zich in het British Museum in Londen. 

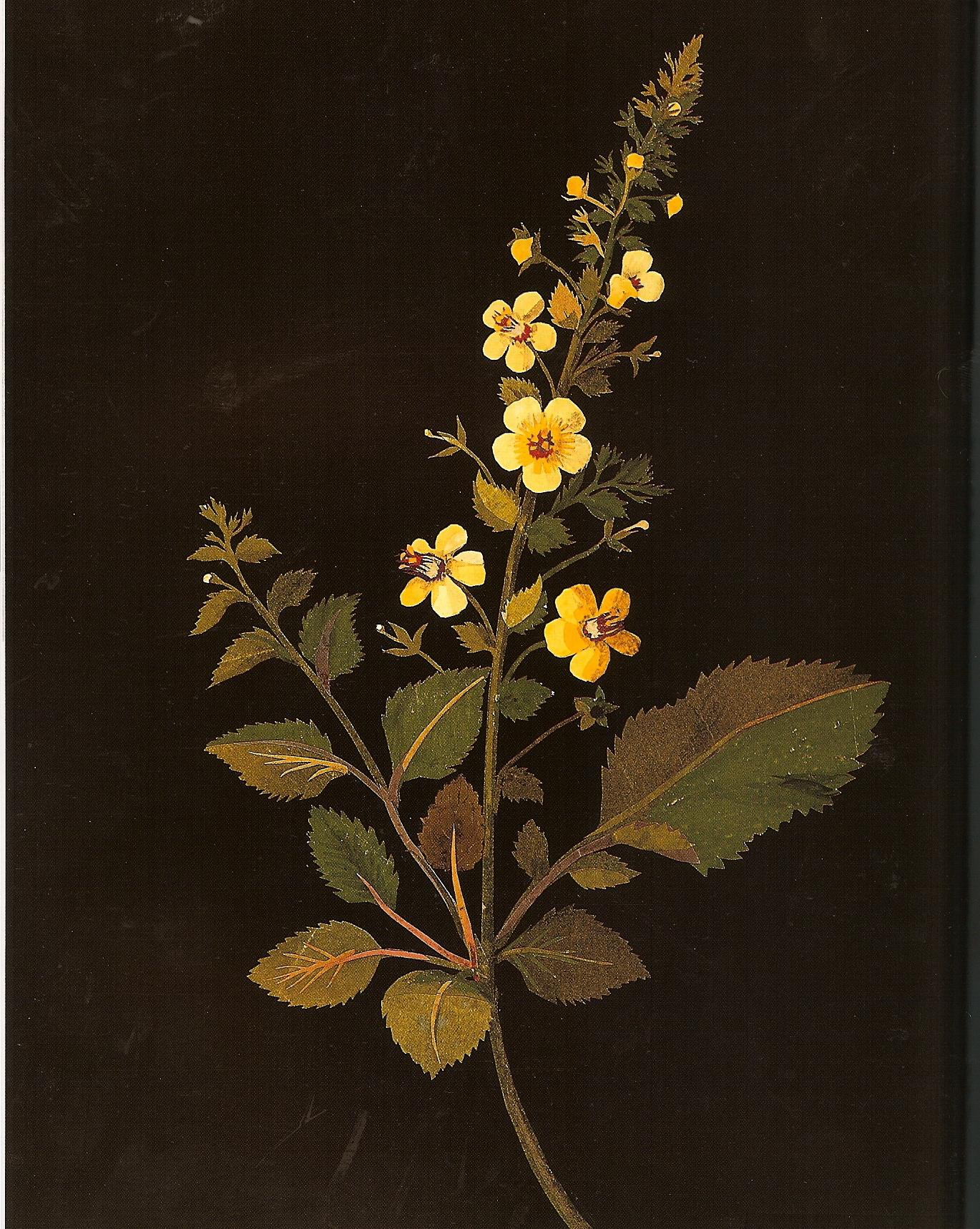
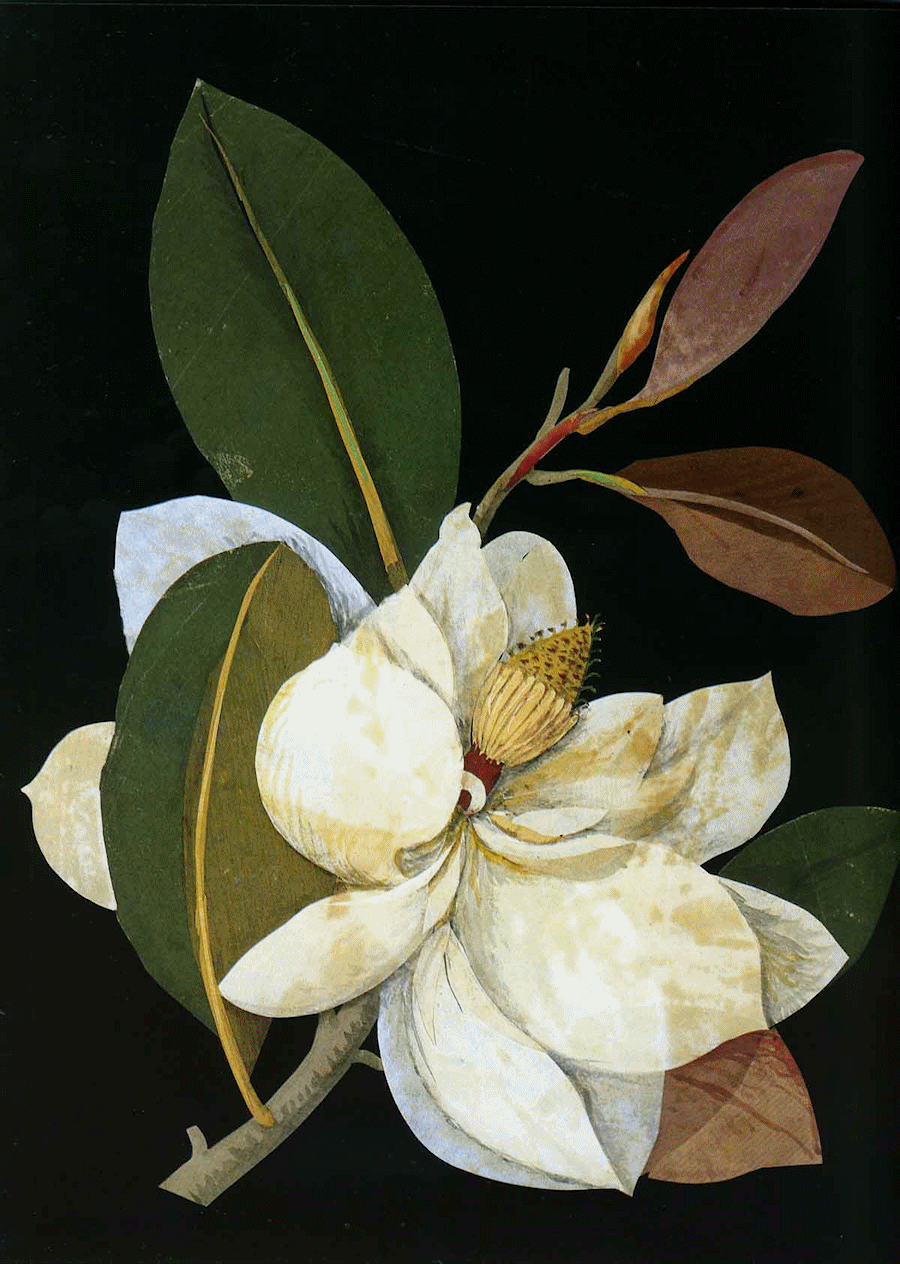
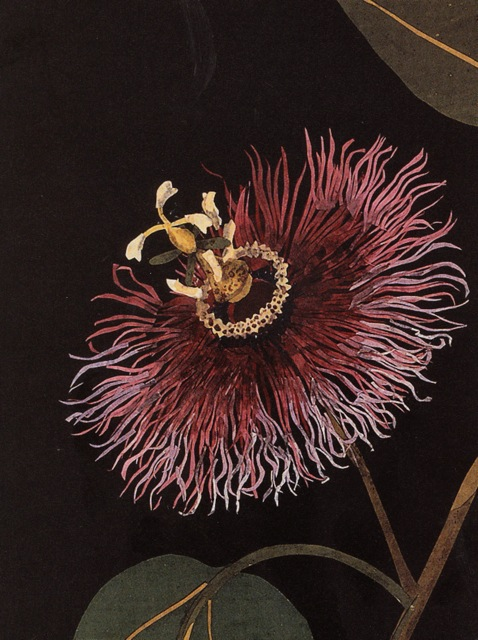
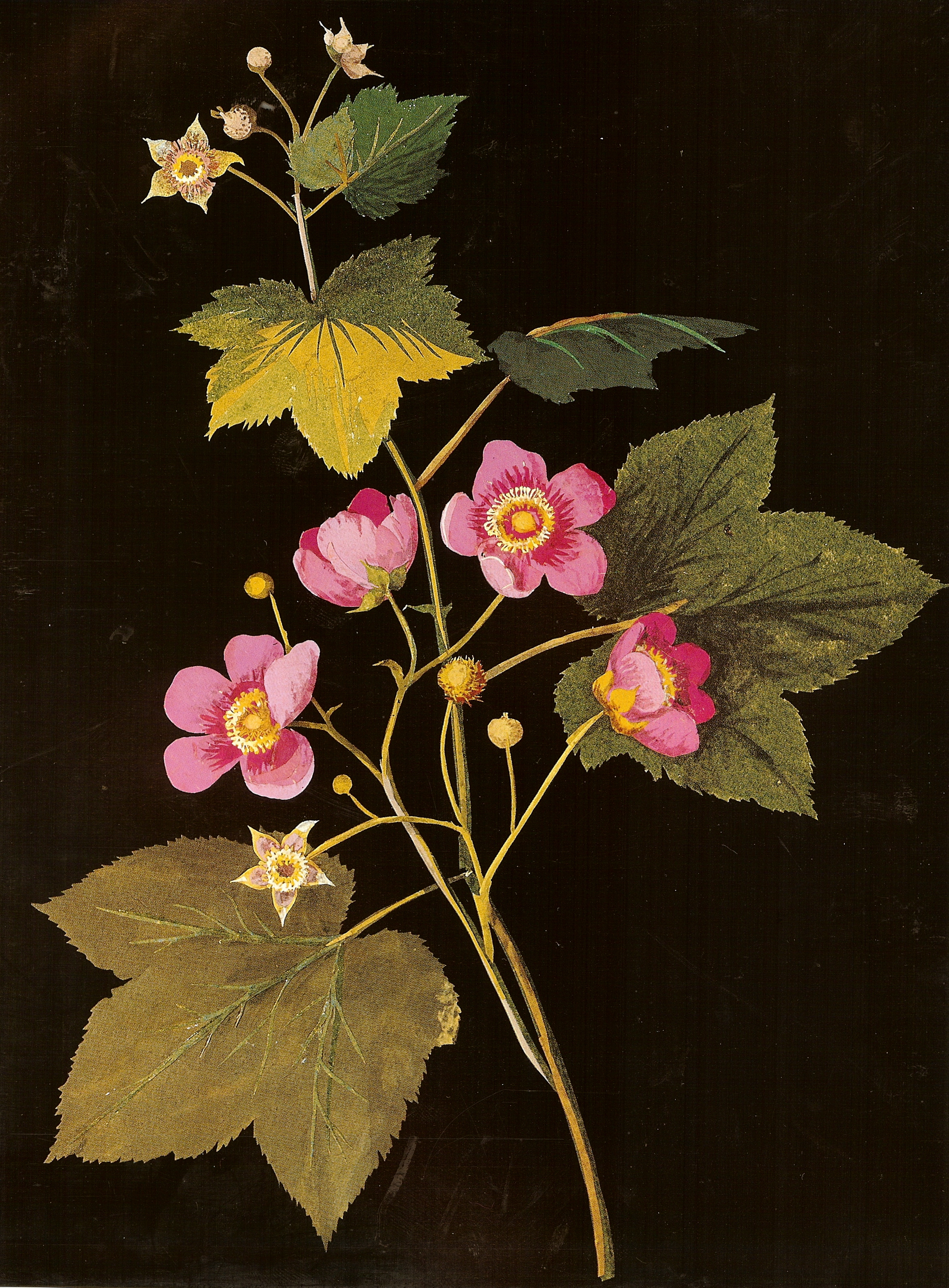
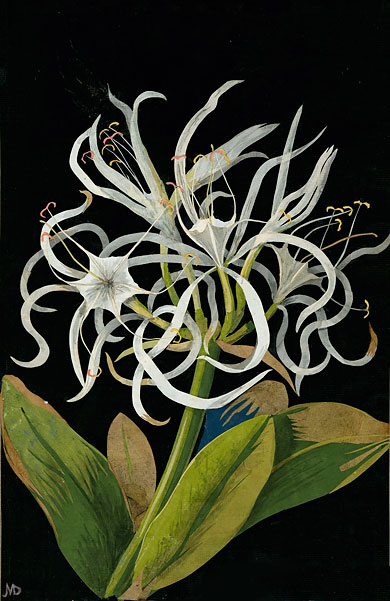

- Bibliothèque nationale de France: cb12440774f (data)
- Gemeinsame Normdatei: 119509415
- International Standard Name Identifier: 0000 0000 8082 0674
- KulturNav: b6401721-6981-4b45-9e4e-683e45345602
- Library of Congress Control Number: n85199434
- Nationale bibliotheek van Australië: 35872141
- Nationale Bibliotheek van Israël: 987007275242905171
- Nederlandse Thesaurus van Auteursnamen: 114898871
- RKD-Nederlands Instituut voor Kunstgeschiedenis: 341221
- SNAC: w6g16519
- Système universitaire de documentation: 069145768
- Trove: 1125004
- Union List of Artist Names: 500078182
- Virtual International Authority File: 2564923